# Пиовене Рокете
Пиовѐне Рокѐте (на италиански: Piovene Rocchette; на венециански: Piovene Rochete) е градче и община в Северна Италия, провинция Виченца, регион Венето. Разположено е на 277 m надморска височина. Населението на общината е 8346 души (към 2015 г.).